# 塞斯·洛
塞斯·洛（英語：Seth Low，1850年1月18日—1916年9月17日）是一位进步时代的美国教育家和政治人物，曾任哥伦比亚大学校长、布鲁克林区区长和纽约市市长。